# San Vincenzo
San Vincenzo – miejscowość i gmina we Włoszech, w regionie Toskania, w prowincji Livorno.
Według danych na rok 2004 gminę zamieszkiwało 6528 osób, 197,8 os./km².
Miasto jest popularnym kurortem wakacyjnym. Znajdują się tu piaszczyste plaże, nowoczesny port jachtowy, liczne restauracje i hotele.

## Miasta partnerskie
- Guanabo
- Pfarrkirchen
- Saint-Maximin-la-Sainte-Baume